# Horst Vogel
Horst Vogel (* 11. Mai 1931 in Theißen, Provinz Sachsen; † 24. September 2023) war ein Generalmajor des Ministeriums für Staatssicherheit (MfS) und 1. stellvertretender Leiter der Hauptverwaltung A (HV A), des Auslandsnachrichtendienstes des MfS.

## Leben
Horst Vogel wurde 1931 in Theißen (Landkreis Zeitz) als Sohn eines Schlossers geboren. Von 1945 bis 1949 absolvierte er ebenfalls eine Ausbildung zum Schlosser und trat 1948 der Sozialistischen Einheitspartei Deutschlands (SED) bei. Von 1949 bis 1952 besuchte er eine Arbeiter-und-Bauern-Fakultät und absolvierte anschließend bis 1955 ein Studium. 

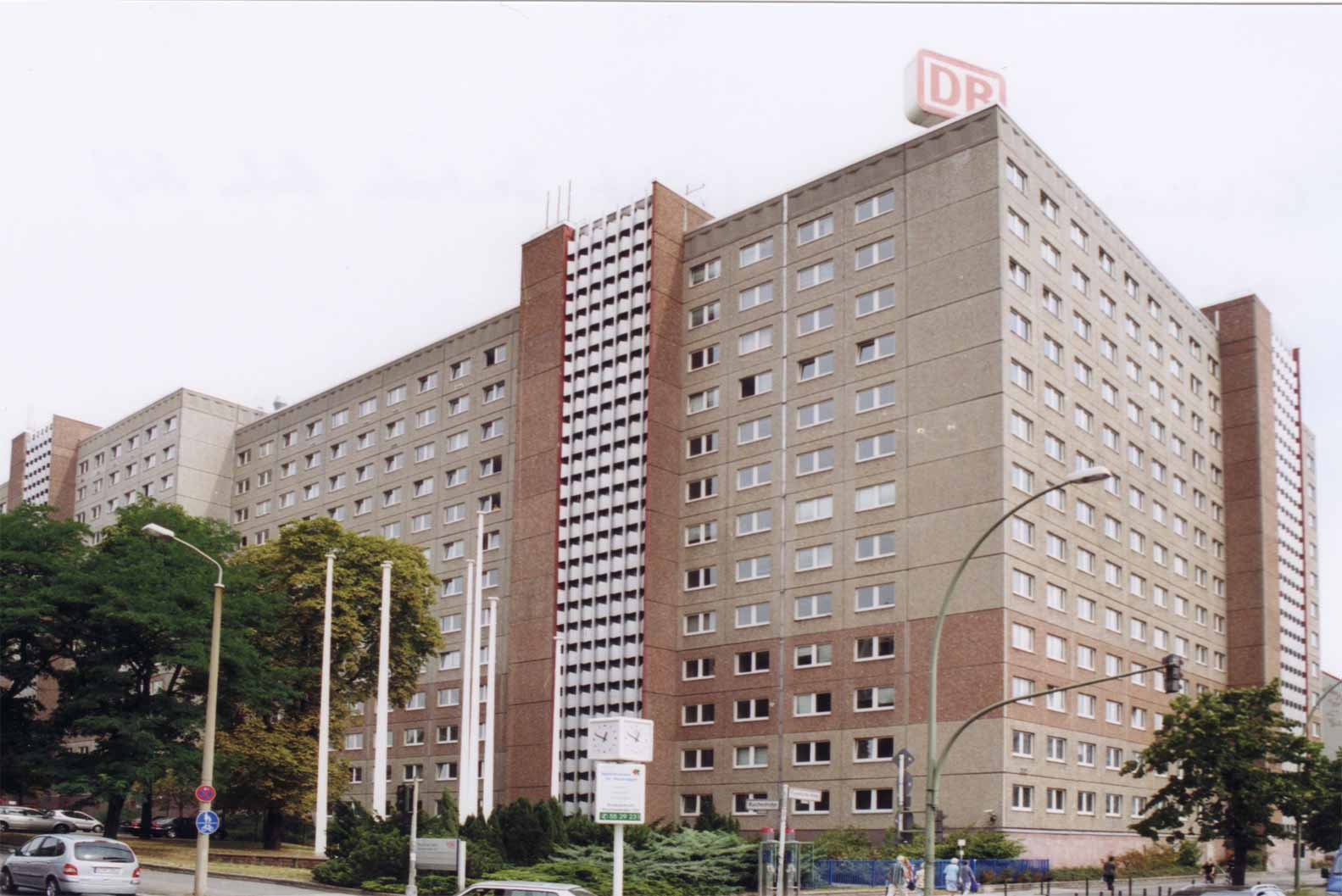
Hauptsitz der HV A im „Haus 15“ der Zentrale des Ministeriums für Staatssicherheit in Berlin-Lichtenberg

1955 wurde er beim MfS eingestellt und besuchte dort bis 1956 die Schule der HV A. Von 1968 bis 1970 studierte er Chemie an der Technischen Hochschule Leuna-Merseburg. 1970 wurde er stellvertretender Leiter, 1971 alleiniger Leiter der Abteilung XIII (Grundlagenforschung) der HV A. 1975 stieg er zum Leiter des Sektors Wissenschaft und Technik auf und wurde 1983 außerdem stellvertretender Leiter der HV A. Als solcher war er verantwortlich für die Wirtschaftsspionage des MfS. 1987 wurde Vogel zum Generalmajor und 1989 zum 1. stellvertretenden Leiter der HV A ernannt. Im Zuge der Wende in der DDR erfolgte 1990 seine Entlassung.
Horst Vogel lebte bis zu seinem Tod am 24. September 2023 in Berlin. Er wurde 92 Jahre alt.

## Veröffentlichungen
- Die Industriespionage der DDR. Die wissenschaftlich-technische Aufklärung der HV A. Mit Horst Müller und Manfred Süß (Hrsg.) (= Geschichte der HV A. Band 2). Edition Ost, Berlin 2008, ISBN 978-3-360-01099-5.